# Rokua
Rokua (někdy též Rokuanvaara) je oblast morén a dun rozkládající se na území obcí Muhos, Utajärvi a Vaala v provincii Severní Pohjanmaa ve Finsku. Rokua byla vytvořena ke konci období würmského glaciálu, kdy byla jemnozrnná půda odplavována z oblasti tající vodou.
V roce 1956 byl za účelem uchránění této jedinečné přírodní památky ustanoven Rokujský národní park.
Oblast je oblíbená především mezi chataři a turisty. Mnoho chat je zde k pronájmu. V Rokui se nachází též největší fitness centrum v severním Finsku, které spojuje s hotelem Rokuanhovi úzkorozchodná dráha Rokuan rautatie.